# Drone ibrido
Un drone ibrido è un tipo di aeromobile a pilotaggio remoto che utilizza due o più fonti di energia per sostenere il fabbisogno energetico del sistema di propulsione.
I sistemi UAV spesso usano motori brushless come sistemi di propulsione, scelti per la loro alta efficienza e controllabilità, la loro principale fonte di energia è solitamente una batteria LiPo con una densità energetica target del pacco batterie di 235 Wh/kg e 500 Wh/L nel 2020.
Con le celle attualmente reperibili sul mercato, le configurazioni multi rotore possono sostenere in media un tempo di volo da 20 a 30 minuti questo limita il raggio operativo delle operazioni possibili con questo tipo di velivoli.
Una soluzione comune a questo problema consiste nel montare un hybrid generator, il quale è dotato di un motore a combustione interna accoppiato con una macchina elettrica, ottimizzata per avere un alto rapporto potenza peso. Il generatore trasforma l'energia chimica immagazzinata nel carburante convertendola in energia meccanica e successivamente elettrica la quale andrà ad alimentare i motori ed i sistemi di controllo e navigazione ad essi associati.

## Panoramica
Diversi velivoli ibridi sono stati sviluppati in tempi recenti, a partire dal prototipo prodotto dall' MIT molte aziende hanno provato ad implementare sistemi simili su velivoli proprietari, con Quantum systems tra le prime a produrre un'unità commerciale capace di tempi di volo non più misurati in minuti ma in ore, con l'interesse crescente verso questo tipo di velivoli, Nicolai Valenti e Giovanni Nicola Mastronardo producono il primo kit europeo per la conversione e l'installazione di un sistema ibrido su un drone convenzionale, il progetto verrà poi successivamente acquisito da Hitecs.
Mentre queste aziende sono state più concentrate sulle sfide dal lato elettrico, come l'uso della stessa macchina elettrica sia come starter che come alternatore per riuscire ad alleggerire il sistema, altre aziende, come la Northwest UAV lavoravano sul perfezionamento di piccoli motori a combustione interna (da 44cc a 500cc) per migliorare l'affidabilità del sistema ibrido, il quale inizialmente veniva usato quasi esclusivamente con motori di tipo hobbistico (solitamente due tempi).
Il sistema è solitamente accoppiato con una fonte di energia alternativa che funge da sorgente di emergenza, solitamente si tratta di una batteria a polimeri di litio, capace di mantenere il velivolo in volo anche nell'ipotesi di un malfunzionamento al motore endotermico.

## Esempi
I droni ibridi sono attualmente utilizzati per operazioni lontane dal centro di controllo o operazioni che necessitano il trasporto di carichi importanti a bordo del drone, come le operazioni di ricerca e soccorso o di gestione di vasti terreni agricoli. Con alcuni velivoli che eccedono le otto ore di volo i droni ibridi si rivelano in molte occasioni più efficaci ed economici dei velivoli tradizionali.